# Ascot (Sherbrooke)
Pour les articles homonymes, voir Ascot.

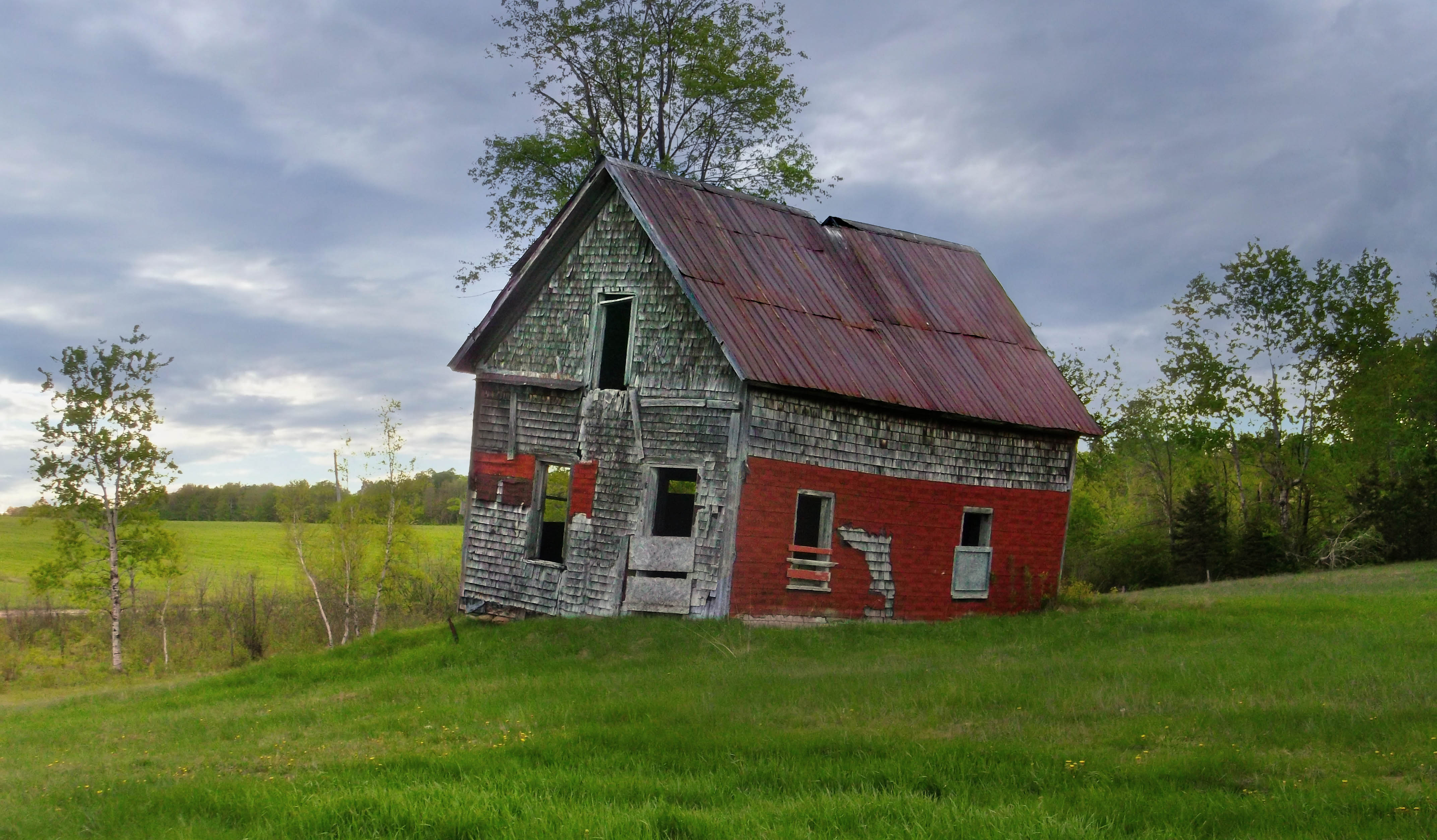
Maison abandonnée à Ascot.

Ascot est une ancienne municipalité de la province de Québec. Elle a été fusionnée à la ville de Sherbrooke le 1er janvier 2002 à la suite de l'une des réorganisations des municipalités du Québec. Geneviève La Roche est la conseillère municipale du district d'Ascot à Sherbrooke.
La Fiducie foncière de la vallée de la Massawippi (FFVM) a récemment annoncé l'acquisition d'une parcelle de 26 hectares de forêt mature située à la frontière des secteurs Lennoxville et Ascot, dans l'est de Sherbrooke. Cette acquisition vise à préserver cet espace naturel et à le rendre accessible au public grâce à l'aménagement de sentiers pédestres. Le terrain acquis est une forêt mature composée principalement de feuillus et de conifères. Il est traversé par des ruisseaux et abrite une faune diversifiée, notamment des cerfs de Virginie, des renards roux et une variété d'oiseaux chanteurs. La présence de milieux humides et de zones boisées en fait un habitat précieux pour plusieurs espèces. La FFVM a pour mission de protéger les espaces naturels et de favoriser l'accès du public à ces milieux. Dans le cas de cette nouvelle acquisition, l'organisme prévoit d'aménager des sentiers pédestres pour permettre aux résidents et aux visiteurs de découvrir la richesse écologique de la forêt. Ces aménagements seront réalisés dans le respect de l'environnement afin de minimiser l'impact sur les écosystèmes présents. L'acquisition de ce terrain par la FFVM représente une opportunité pour la communauté locale de bénéficier d'un nouvel espace vert accessible. Les sentiers prévus offriront des possibilités de loisirs en plein air, de l'observation de la faune et de la flore locales, ainsi que des activités éducatives sur l'importance de la conservation des milieux naturels. De plus, la préservation de cette forêt contribuera à la qualité de vie des résidents en offrant un lieu de détente et de contact avec la nature.